# A'wesome
Albums de Hyuna
A+
(2015)
Singles
1. How's This?
Sortie : 1er août 2016

A'wesome est le cinquième mini-album de la chanteuse sud-coréenne Hyuna. Il est sorti le 1er août 2016 sous Cube Entertainment et distribué sous Universal Music. Il marque sa première sortie en tant qu'artiste solo à la suite de la séparation de 4Minute.

## Liste des pistes
| 1.    | U & Me♡                            | Seo Jaewoo, Son Youngjin, Hyuna          | Seo Jaewoo, Son Youngjin          | 3:27 |
| 2.    | How's This? (어때?)                | Hyuna, Seo Jaewoo, Big Sancho            | Seo Jaewoo                        | 3:19 |
| 3.    | Do it!                             | Seo Jaewoo, Big Sancho, Brian Lee, Hyuna | Seo Jaewoo, Big Sancho, Brian Lee | 3:19 |
| 4.    | Morning Glory (featuring Qim Isle) | Seonwoo Jeonga                           | Seonwoo Jeonga                    | 3:31 |
| 5.    | Freaky (꼬리쳐)                    | Big Sancho, Hyuna                        | Big Sancho                        | 3:17 |
| 6.    | Wolf (featuring Hanhae de Phantom) | Hyuna, Hanhae                            | Seo Jaewoo, Son Youngjin          | 3:54 |
| 24:47 |                                    |                                          |                                   |      |

## Classement

### Classements hebdomadaires
| Classement (2016)               | Meilleure position |
| ------------------------------- | ------------------ |
| Corée du Sud (Gaon Album Chart) | 2                  |